# Lettland i olympiska sommarspelen 1936
Lettland deltog med 29 deltagare vid de olympiska sommarspelen 1936 i Berlin. Totalt vann de en silvermedalj och en bronsmedalj.

## Medaljer

### Silver
- Edvīns Bietags - Brottning, grekisk-romersk stil, lätt tungvikt.

### Brons
- Adalberts Bubenko - Friidrott, 50 kilometer gång.